# J Majik
Jamie Spratling  (Londen, 1978) is een Britse dj en producer die in het drum-'n-bassgenre actief is. Zijn meest gebruikte alter ego is J Majik. Hij is ook eigenaar van Infrared records. Tussen 2003 en 2013 werkt hij samen met producer Wickaman als J Majik en Wickaman.

## Biografie
De in de Londense wijk Northwood geboren Spratling begint al op zeer jonge leeftijd als dj. Hij is pas veertien als hij in 1992 aansluiting weet te vinden bij de dan bloeiende ravescene wanneer zijn oudere zus, die werkte voor 4hero, hem er introduceert. Hij maakt vervolgens de track 6 Million Ways to Die onder de naam Dexxtrous. Hij komt daardoor op de radar van dj Lemon D. Samen met Dillinja helpt hij bij de Dexxtrous-singles Hysteria Part 1 en Innervisions 2. De laatste track maakt hij samen met producer Sudden Def. In 1995 wordt hij actief onder de naam J Majik en evolueert hij mee met de drum-'n-bass-scene. Hij richt daarnaast ook het Infrared-label op. Er verschijnen singles als Your sound, Lush Life en Arabian nights. Ook is hij actief onder de naam Innervisions. Daarmee brengt hij de experimentele track Mermaids (1996) uit die op Mo'Wax wordt uitgebracht. In 1997 verschijnt debuutalbum Slow Motion. Het is een donker album dat zich vooral op de dansvloer richt.
Indruk maakt hij met zijn remix voor Spaced Invader (2001) van de houseact Hatiras. Een invloedrijke plaat die een nieuwe sound genaamd Liquid DNB doet ontstaan, dat in deze periode populair is. Deze bezorgt hem in 2001 een prijs voor beste track bij de UK Drum and Bass award. Als remixer bewerkt hij verder tracks van Groove Armada, Everything But The Girl, Photek en Bob Sinclar. Een ander succes is de single Love is not a game met Kathy Brown. Hiermee weet hij in 2001 de Britse top 40 te bereiken. Het tweetal doet dat in 2003 nog eens dunnetjes over met Share the blame.
In 2003 gaat hij een samenwerking aan met producer Andy Parsons, beter bekend als Wickaman. In 2004 mixen ze eerst Life Force Vol. 1 en in 2007 verschijnt debuutalbum Crazy World. Hierop zijn diverse vocalisten en MC's aanwezig. Het duo maakt gedurende de jaren ook enkele bescheiden hitjes in de Britse hitlijsten. In de tussentijd heeft Spratling solo ook een aflevering gemaakt voor de compilatieserie Fabriclive voor de Londense club Fabric. Op enkele losse singles singles wordt er samengewerkt met DJ Hype. In 2013 volgt met Out Of Sight een tweede album, dat meegaat in de populariteit van dubstep van dat moment. Na 2013 stopt de samenwerking. Spratling komt daarna in juridische problemen en moet de muziek noodgedwongen verlaten. Hij verhuist naar de Canarische Eilanden, waar hij een recruitmentbureau opzet. In 2017 pakt hij zijn solocarrière weer op en brengt hij de albums Full Circle (2019) en Always Be (2020) uit.

## Discografie

### Studioalbums
- Slow Motion (1997)
- Crazy World  (met Wickaman) (2007)
- Out Of Sight (met Wickaman) (2013)
- Full Circle (2019)
- Always Be (2020)

### Mixalbums
- Nightvision (1999)
- 7 Live #5 (2001)
- Life force vol. 1 (met Wickaman) (2004)
- Fabriclive. 13 (2004)
- Red Alert (2005)